# Seven's Travels
Seven's Travels er et album fra rapgruppen Atmosphere der blev udgivet i 2003

## Nummerliste
1. History
2. Trying To Find A Balance
3. Bird Sings Why The Caged I Know
4. Reflections
5. Gotta Lotta Walls
6. The Keys To Life vs. 15 Minutes Of Fame
7. Apple
8. Suicidegirls
9. Jason
10. Cats Van Bags (Featuring Brother Ali)
11. Los Angeles
12. Lifter Puller
13. Shoes
14. National Disgrace
15. Denvemolorado
16. Liquor Lyles Cool July
17. Good Times (Sick Pimpin)
18. In My Continental
19. Always Coming Back Home To You
20. Shhh (Gemt nummer)